# Войска АВС

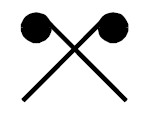
Условный знак для обозначения в рабочих документах ВС ФРГ формирований Войск ABC.

Войска АВС — Войска радиационной, химической и биологической защиты Вооружённых сил Германии.

## История
Войска АВС (от нач. лат. букв слов «атом.», «биол.», «хим.»), в ВС ФРГ предназначены для выполнения задач защиты личного состава формирований (объединений, соединений и частей) от оружия массового поражения (ОМП), ведения радиационной, биологической и химической разведки, осуществления специальной обработки личного состава, вооружения, военной техники и материально-технических средств.
Используются также для постановки дымовых завес. Являются войсками усиления в ВС ФРГ.

## Галерея

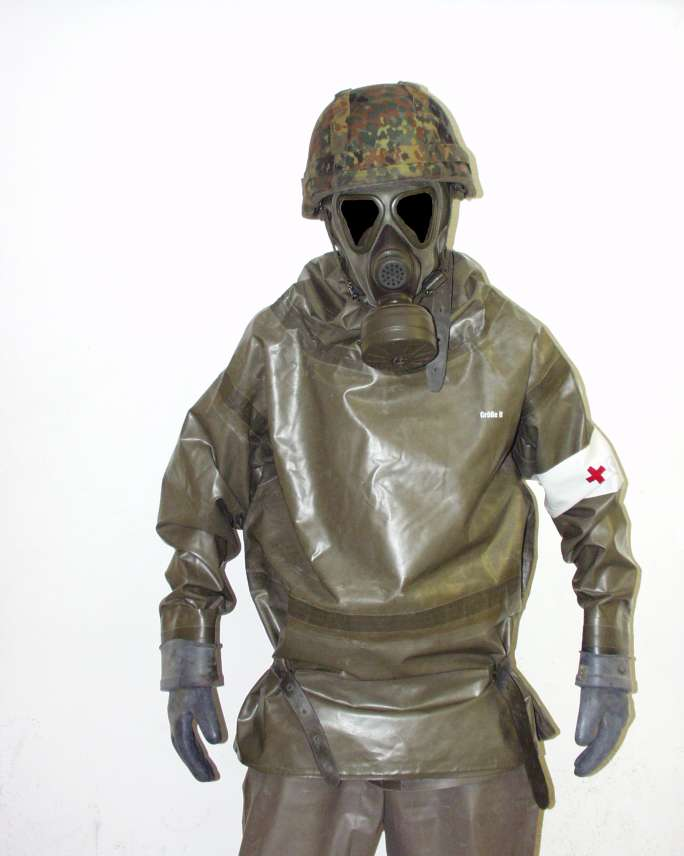
Специальный костюм для защиты от ОМП «Zodiak» ВС ФРГ.
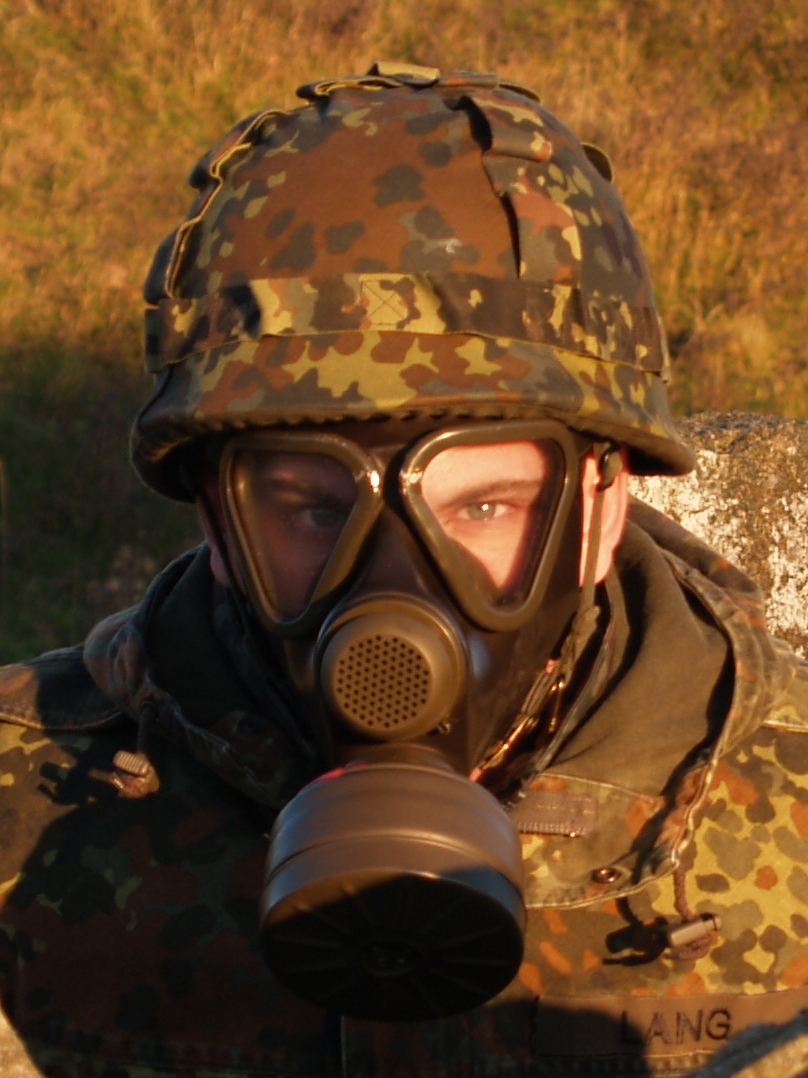
Солдат ВС ФРГ в противогазе.